# Клод Французская
Клод Францу́зская (фр. Claude de France, брет. Klaoda Bro-C'hall; 13 октября 1499 года, Роморантен-Лантене — 20 июля 1524 года, Блуа) — дочь французского короля Людовика XII, герцогиня Бретани после смерти матери; первая жена французского короля Франциска I.
Клод была одной из двух дочерей королевской четы и наследницей герцогства Бретань, принадлежавшего её матери. Поскольку согласно Салическому закону женщина не могла править во Франции, ей стали подыскивать жениха, который сможет стать королём Франции. В конечном итоге выбор пал на Франциска, герцога Валуа, брак с которым был заключён в 1514 году. Несколькими месяцами ранее Клод унаследовала от матери Бретонское герцогство. В январе 1515 года умер отец Клод и она с супругом взошла на французский престол.
Став королевой, Клод оставалась в тени своей свекрови Луизы Савойской и золовки Маргариты Ангулемской. Она также не правила своими собственными владениями, передав управление ими своему супругу. Клод стала матерью семерых детей, из которых пятеро достигли зрелого возраста. Клод умерла в Блуа в возрасте 24 лет по неясным причинам.

## Ранние годы
Клод родилась 13 октября 1499 года в Роморантен-Лантене в семье короля Людовика XII и его второй жены Анны Бретонской; была старшим ребёнком и старшей дочерью из двоих детей пары. Девочка была названа в честь Святого Клода, к могиле которого Анна совершила паломничество в надежде родить живого ребёнка: в двух браках у королевы Анны было по меньшей мере четырнадцать беременностей, при этом только двое детей пережили младенчество — Клод и её младшая сестра Рене, родившаяся в 1510 году.
Принцесса воспитывалась в строгости по образу её благочестивой матери. Поскольку её мать не имела выживших сыновей, Клод стала наследницей герцогства Бретонского. Согласно Салическому закону ни Клод, ни её сестра не могли унаследовать французскую корону, поскольку она могла отойти только наследнику по мужской линии. Вместе с тем, королева Анна, не желавшая оставить дочь без бретонского наследства, при помощи кардинала Амбуаза решила отделить Бретань от французской короны. Кардинал начал спор с маршалом Пьером де Роган-Жье, который горячо поддерживал идею брака между принцессой и герцогом Валуа, наследником французской короны, которая таким образом сохраняла союз Бретани и Франции.
10 августа 1501 года в Лионе был подписан брачный договор между двухлетней Клод и будущим императором Карлом V; подписантами выступили Франсуа Бюслейден (архиепископ Безансона), Гийом де Крой, Никола де Рюттер и Пьер Лессеман, все послы Филиппа I Габсбурга, отца Карла. Частью договора оговаривалось наследование Бретани молодым принцем, а также становление его следующим в линии наследования тронов Кастилии, Арагона и Австрии и бургундских владений. В дополнение, договор в Блуа от 1504 года давал Клод немалое приданое, вероятно, на случай смерти Людовика XII при отсутствии у него наследников мужского пола: кроме Бретани, Клод получала герцогства Милан и Бургундию, графства Блуа и Асти и территории Генуэзской республики, оккупированные Францией. Таким образом, причины будущего соперничества Карла V и Франциска I были определены ещё до того, как они стали монархами.
В 1505 году, будучи серьёзно больным, опасаясь за свою жизнь и не желая угрожать будущему царствованию своего единственного наследника, Людовик XII разорвал помолвку дочери и Карла V в пользу герцога Валуа. К тому же, ранее Луиза Савойская получила от короля тайное обещание, что Клод выйдет замуж за её сына. Таким образом, план маршала Жье, против которого выступала королева Анна, оказался одобрен самим королём. Анна применила всё своё влияние, чтобы парламент в Париже осудил маршала за измену.

## Королева Франции

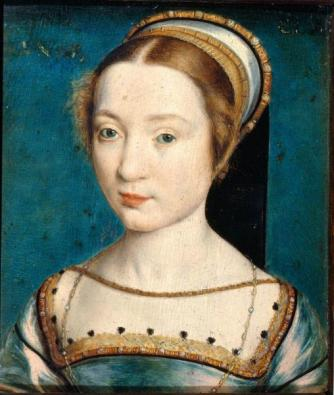
Предположительный портрет Клод Французской, худ. Корнель де Лион; Пушкинский музей

9 января 1514 года умерла королева Анна и Клод стала герцогиней Бретани; ещё четыре месяца спустя, 18 мая, в Сен-Жермен-ан-Ле Клод вышла замуж за своего кузена Франциска. Этим союзом Бретань закреплялась за французской короной в случае, если третий брак короля Людовика XII с английской принцессой Марией, заключённый 9 октября 1514 года, не принесёт долгожданного наследника. Как бы то ни было, брак оказался недолгим и бездетным: Людовик XII умер менее, чем через три месяца после свадьбы, по общему мнению из-за стараний в спальне. Франциск и Клод стали королём и королевой; это был третий случай в истории, когда герцогиня Бретани становилась королевой Франции.
При дворе, уже будучи королевой, Клод оставалась в тени своей свекрови Луизы Савойской и золовки Маргариты Ангулемской. Фактически, Клод никогда не правила своим герцогством; в 1515 году она передала мужу в вечное пользование правительство своих доминионов. В отличие от младшей сестры, Клод не проявляла интереса к материнскому наследству, также как она не интересовалась политикой; королева предпочла посвятить себя религии, оказавшись под влиянием, как считают некоторые историки, духовника её свекрови.
После того, как Франциск стал королём, ко двору Клод присоединилась Анна Болейн. Предполагается, что Анна была переводчицей Клод на встречах с английскими гостями. В конце 1521 года Анна вернулась в Англию, где позже стала королевой-консортом. Другой знаменитой фрейлиной Клод была Диана де Пуатье, впоследствии ставшая любовницей её сына Генриха II.
Клод была коронована в аббатстве Сен-Дени 10 мая 1517 года кардиналом Филиппом де Люксембургом, который «помазал ей грудь и лоб». Почти все девять лет брака Клод провела в бесконечных беременностях. У её мужа было множество любовниц, но все они были сравнительно сдержанные. В собственной семье Клод ввела строгий моральный кодекс, игнорировать который решались немногие. Брантом писал о Клод:

Должен сказать, мадам Клод Французская была очень хорошей и очень милосердной, была мила со всеми и никогда не выказывала неудовольствия ни при дворе, ни в её доминионах. Она была глубоко любима королём Людовиком и королевой Анной, отцом и матерью, и она всегда была хорошей дочерью для них; после того, как король принял мировую герцога Миланского, он объявил и провозгласил Клод в парижском парламенте герцогиней двух прекраснейших герцогств христианского мира, Милана и Бретани, одного от отца и другого от матери. Что за наследница! Если позволите. Оба герцогства присоединились во имя всего доброго к нашему прекрасному королевству.
Оригинальный текст (фр.)Il faut parler de madame Claude de France, qui fust très bonne et très charitable, et fort douce à tout le monde, et ne fist jamais desplaisir ny mal à aucun de sa court ny de son royaume. Elle fust aussy fort aymée du roy Louys, et de la royne Anne, ses pere & mere, et estoit leur bonne fille et la bien-aymée, comme ilz luy monstrarent bien; car amprès que le roy fust paisible duc de Milan, ilz la firent déclarer et proclamer en sa court de parlement de Paris, à huys ouverts, duchesse des deux plus belles duchez de la chrestienté, qui estoient Milan et Bretaigne, l’une venant du pere et l’autre de la mere. Quelle heritiere! s’il vous plaist. Ces deux duchez joinctes ensemble eussent bien faict un beau royaume.

Пешка столь многих династических манёвров, Клод была невысокого роста и страдала сколиозом, который сделал её спину сутулой, в то время как её муж был «большой и атлетичный». Множественные последовательные беременности сделали её тело пухлым, что стало причиной насмешек при дворе. Иностранные послы отмечали её «полноту», хромоту, косоглазие, тронувшее её левый глаз, её небольшой размер и уродство, но и признавали за ней хорошие качества. Однако, при дворе после смерти родителей Клод не жаловали. Брантом писал, что Франциск «заразил Клод сифилисом, что несомненно сократило её дни. А мадам регент [Луиза Савойская] постоянно издевалась над ней…» Франциск же в это время находился под влиянием своей вездесущей фаворитки Франсуазы де Фуа.

## Смерть

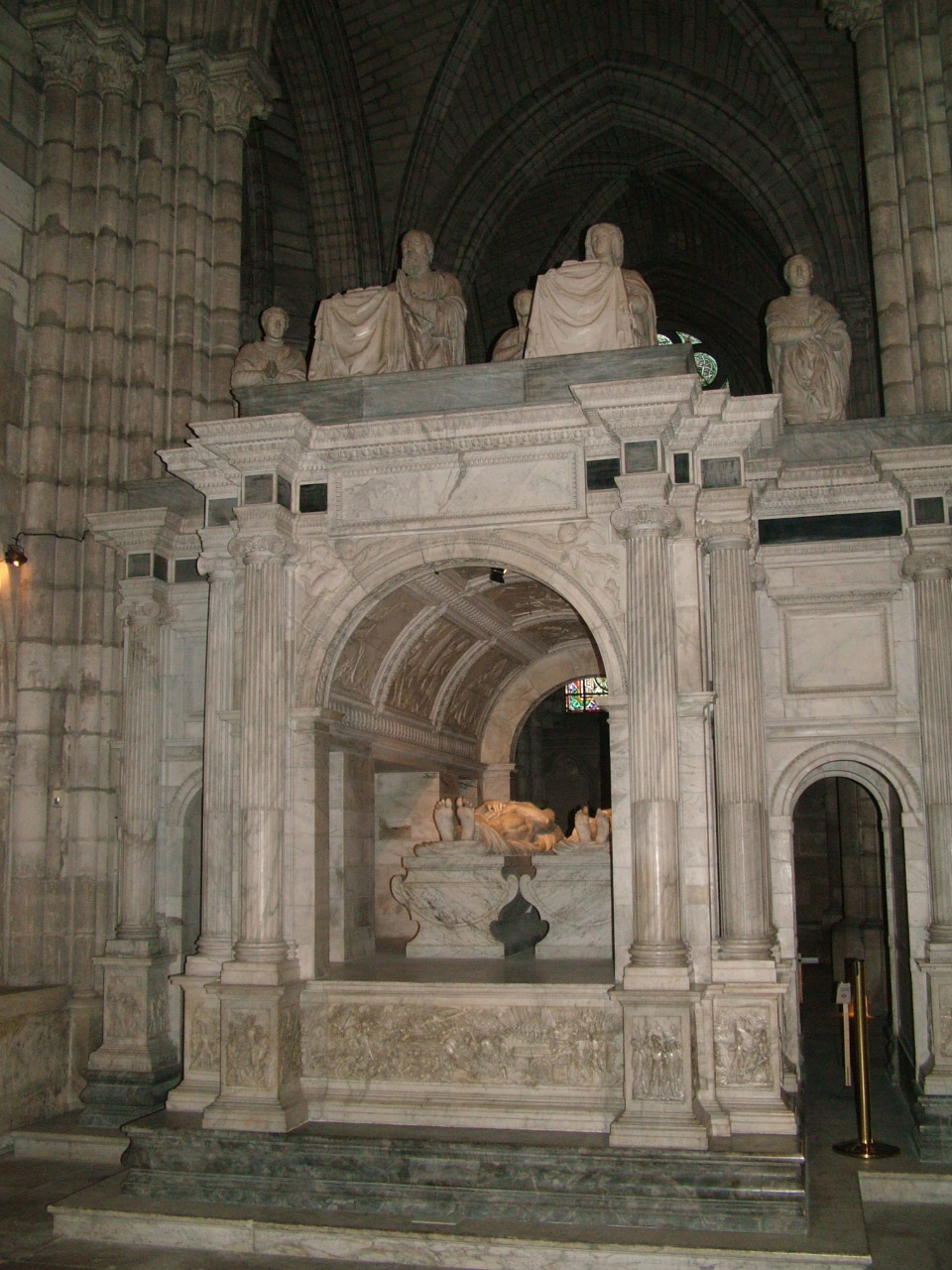
Надгробие Франциска и Клод в аббатстве Сен-Дени. Архитектор Филибер Делорм, скульптор Пьер Бонтан. 1558

Клод умерла 20 июля 1524 года в шато Блуа в возрасте 24 лет. Причина её смерти вызвала спор между историками: в то время, как некоторые утверждали, что Клод умерла в родах или из-за выкидыша; другие считали, что она умерла от истощения из-за многочисленных беременностей или перенесённого костного туберкулёза (как и её мать); и наконец, некоторые считали, что Клод умерла от сифилиса, которым её заразил муж. Клод была похоронена в аббатстве Сен-Дени. 20 октября 1793 года могила Клод в числе прочих была осквернена.
После смерти Клод герцогство Бретань унаследовал сначала её старший сын, дофин Франциск (опекуном стал вдовец Клод), а после его смерти другой сын — дофин Генрих, который после смерти отца стал королём. Через несколько лет после смерти Клод Франциск женился во второй раз: его избранницей стала Элеонора Австрийская, сестра императора Карла V.

## Потомство

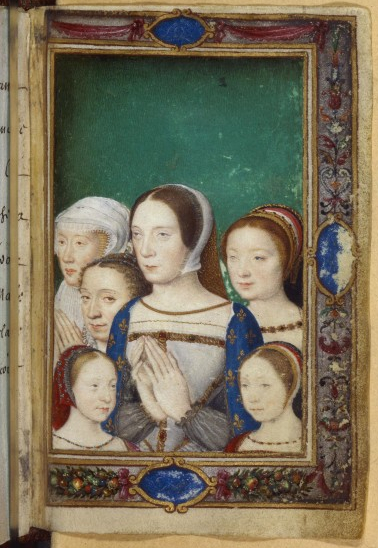
Клод в окружении своих дочерей (Шарлотты, Мадлен, Маргариты), сестры Рене (или умершей дочери Луизы) и второй жены Франциска Элеоноры Австрийской. Livre d’heures de Catherine de Medicis, 1550 год

За девять лет брака Клод родила Франциску семерых детей:
- Луиза (19 августа 1515 — 21 сентября 1518) — вскоре после рождения принцессу обручили с Карлом I Испанским, но она умерла в возрасте чуть более трёх лет.
- Шарлотта (23 октября 1516 — 8 сентября 1524) — после смерти старшей сестры принцесса была обручена с Карлом I Испанским, но умерла в возрасте чуть менее восьми лет от кори.
- Франциск (28 февраля 1518 — 10 августа 1536) — дофин Франции, герцог Бретани; вскоре после рождения дофин был обручён с четырёхлетней английской принцессой Марией Тюдор, дочерью Генриха VIII и Екатерины Арагонской, но через пару лет их помолвка была расторгнута по политическим мотивам; Франциск умер неженатым и бездетным в возрасте восемнадцати лет по неясным причинам[к 4].
- Генрих (31 марта 1519 — 10 июля 1559) —— король Франции; был женат на Екатерине Медичи, дочери герцога Урбинского и Мадлен де ла Тур-д’Овернь, от которой имел десятерых детей; вторая дочь Генриха и Екатерины была названа в честь Клод. Кроме законных детей у Генриха было двое незаконнорождённых сыновей и легитимизированная дочь. Умер Генрих от последствий травмы, полученной на турнире в честь свадьбы старшей дочери и заключения Като-Камбрезийского мира[19].
- Мадлен (10 августа 1520 — 7 июля 1537) — была замужем за королём Шотландии Яковом V. Незадолго до или вскоре после свадьбы у принцессы, имевшей слабое здоровье, был диагностирован туберкулёз; чуть менее, чем через два месяца после прибытия в Шотландию, и не дожив чуть больше месяца до своего семнадцатилетия, Мадлен умерла, не оставив после себя наследников.
- Карл (22 января 1522 — 9 сентября 1545) — герцог Орлеанский, Ангулемский и Бурбон; незадолго до смерти принца от чумы[20] была достигнута договорённость о помолвке между ним и Анной Габсбург, дочерью императора Фердинанда I и Анны Ягеллонки.
- Маргарита (5 июня 1523 — 14 сентября 1574) — была замужем за герцогом Савойи Эммануилом Филибертом; Маргарита вышла замуж лишь в возрасте 36 лет и в браке родился только один ребёнок — Карл Эммануил I.

## Наследие

### Молитвенник королевы Клод

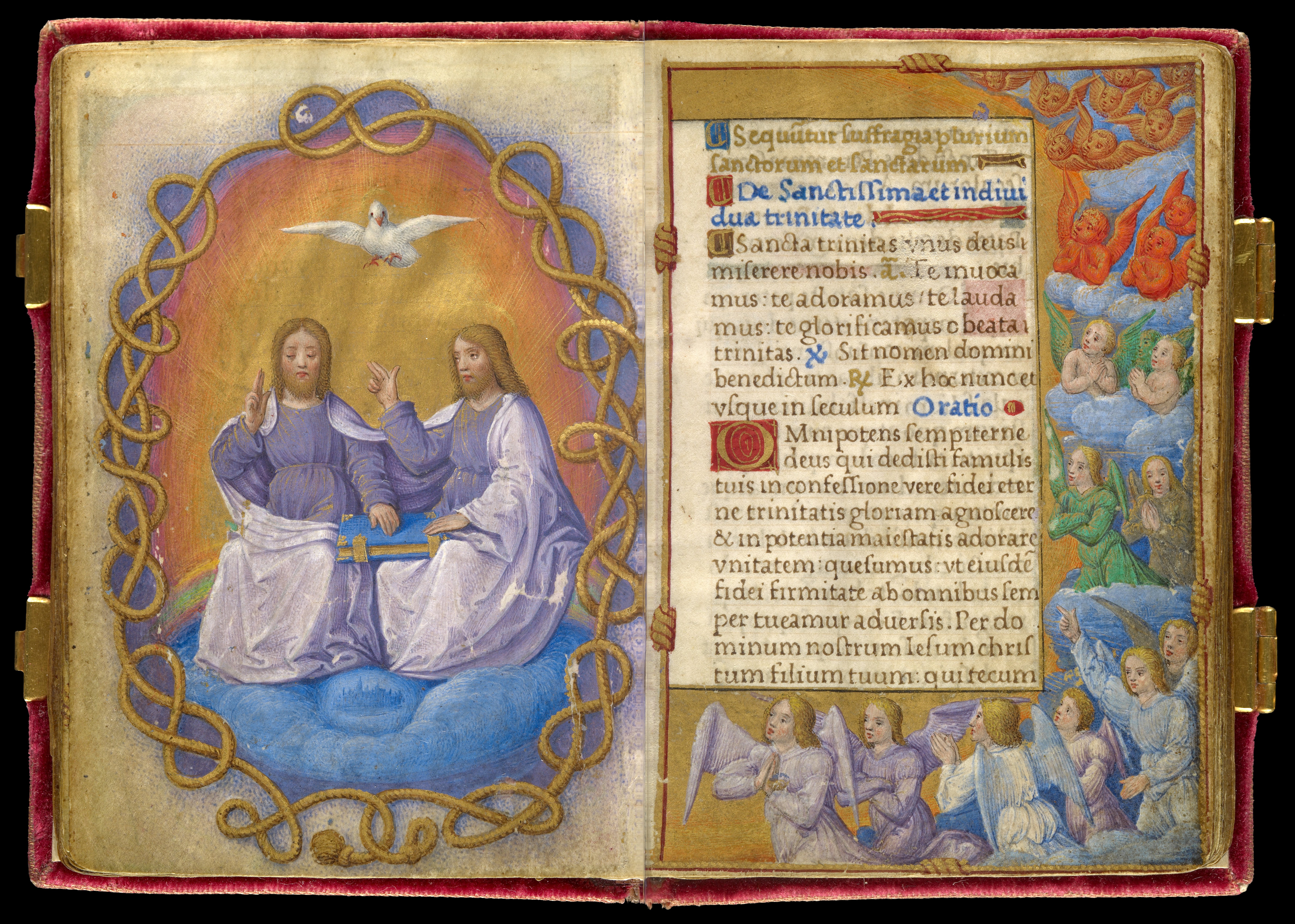
Страница из молитвенника Клод

Молитвенник Клод Французской — крошечный, украшенный драгоценностями рукописный молитвенник, сделанный для Клод приблизительно в год её коронации. Её герб появляется на трёх различных листах. Книга богато иллюстрирована: границы каждого листа украшены с обеих сторон 132 сценами из жизни Христа, Девы Марии и других святых. Этот молитвенник и часослов Клод были расписаны мастером, который после работы над этими книгами получил прозвище мастер Клод Французской. Молитвенник был подарен библиотеке и музею Моргана в 2008 году вдовой Александра Поля Розенберга в память о покойном.

### Ренклод
Именем Клод назван сорт слив — «ренклод», буквально означающий королева Клод.

### В культуре
«Добрая королева Клод» появляется в романе Робин Максвелл Мадмуазель Болейн (2007).
Клод появляется в трёх эпизодах первого сезона британско-ирландско-канадского исторического телесериала «Тюдоры»; роль королевы исполнила Габриэла Райт. Она также является одним из второстепенных персонажей испанского исторического телесериала «Карлос, король и император»; роль исполнила Ева Руфо.

## Комментарии
1. ↑  Графство Асти было частью приданого Валентины Висконти (бабки Людовика XII), когда она выходила замуж за Людовика Орлеанского в 1389 году. Клод, как старший выживший ребёнок отца, была не только законной наследницей Асти, но и Миланского герцогства, поскольку в брачном договоре Валентины было оговорено, что при отсутствие наследников мужского пола она получит владения Висконти.
2. ↑  Оба предыдущих случая были связаны с матерью Клод, дважды коронованной Анной Бретонской — королевой по второму и третьему бракам.
3. ↑  Некоторые историки считают, что у Клод и Франциска был восьмой ребёнок, сын Филипп, умерший в 1525 году, чьё рождение явилось причиной смерти его матери[12][13]. Однако, другие историки оспаривают его существование.
4. ↑  Вскоре после  смерти дофина поползли слухи, что он был отравлен собственным секретарём Себастьяно де Монтекукколи[англ.][17]. Себастьяно доставили на суд Екатерины Медичи, которая обвинила его в убийстве дофина, проплаченном Карлом V. Под пытками Монтекукколи сознался во всём. Однако неясно, действительно ли наследник был отравлен, или же он скончался от естественных причин, например от туберкулёза[18].